# Adam Colton
Adam Colton (* 21. April 1957 in Manchester) ist ein britischer Bildhauer und Zeichner, der in den Niederlanden arbeitet. 

## Leben
Adam Colton besuchte von 1975 bis 1980 die „Camberwell School of Arts and Crafts“ in London. Danach studierte er am Manchester Polytechnic und ging 1981 in die Niederlande zum Ateliers ’63 in Haarlem. Er arbeitet seither in den Niederlanden als freischaffender Künstler und lebt in Amsterdam.  
Er erhielt 1987 den „Charlotte van Pallandtprijs“ und 1991 den  „Sandbergprijs“.

## Bildhauerarbeiten (Auswahl)

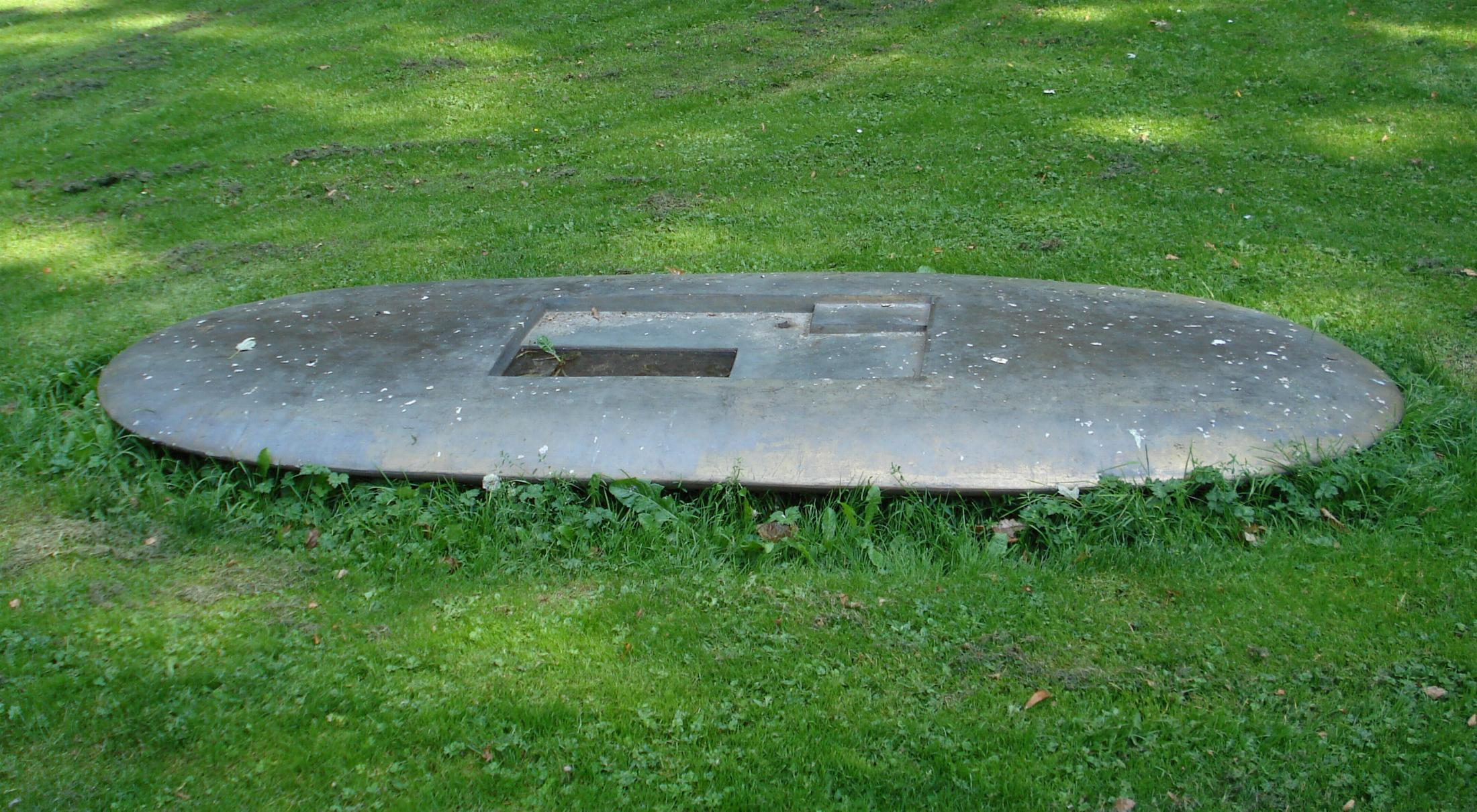
Mojo No. 4 (1992), Bergen op Zoom
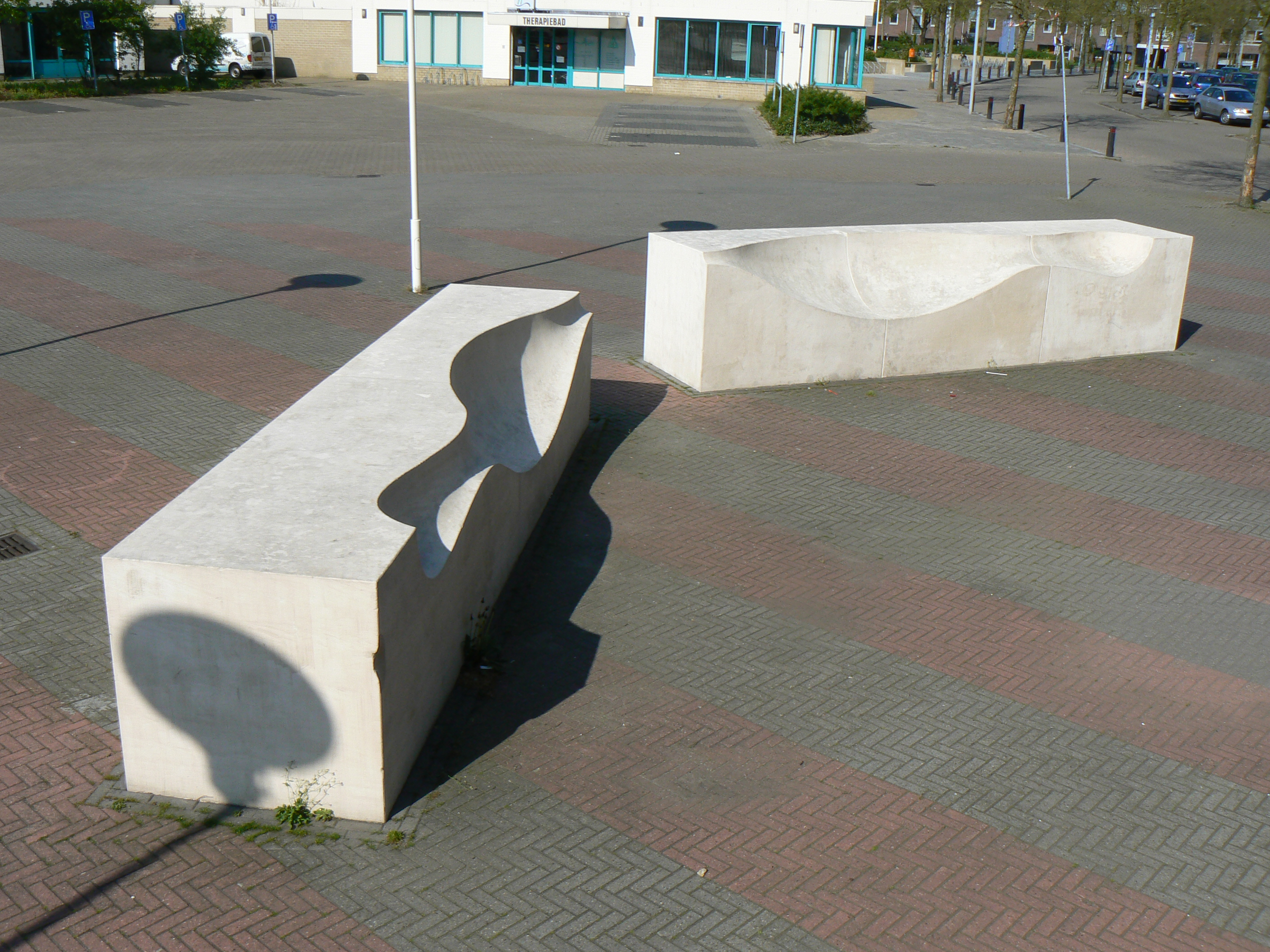
Benches (1994), Zwolle
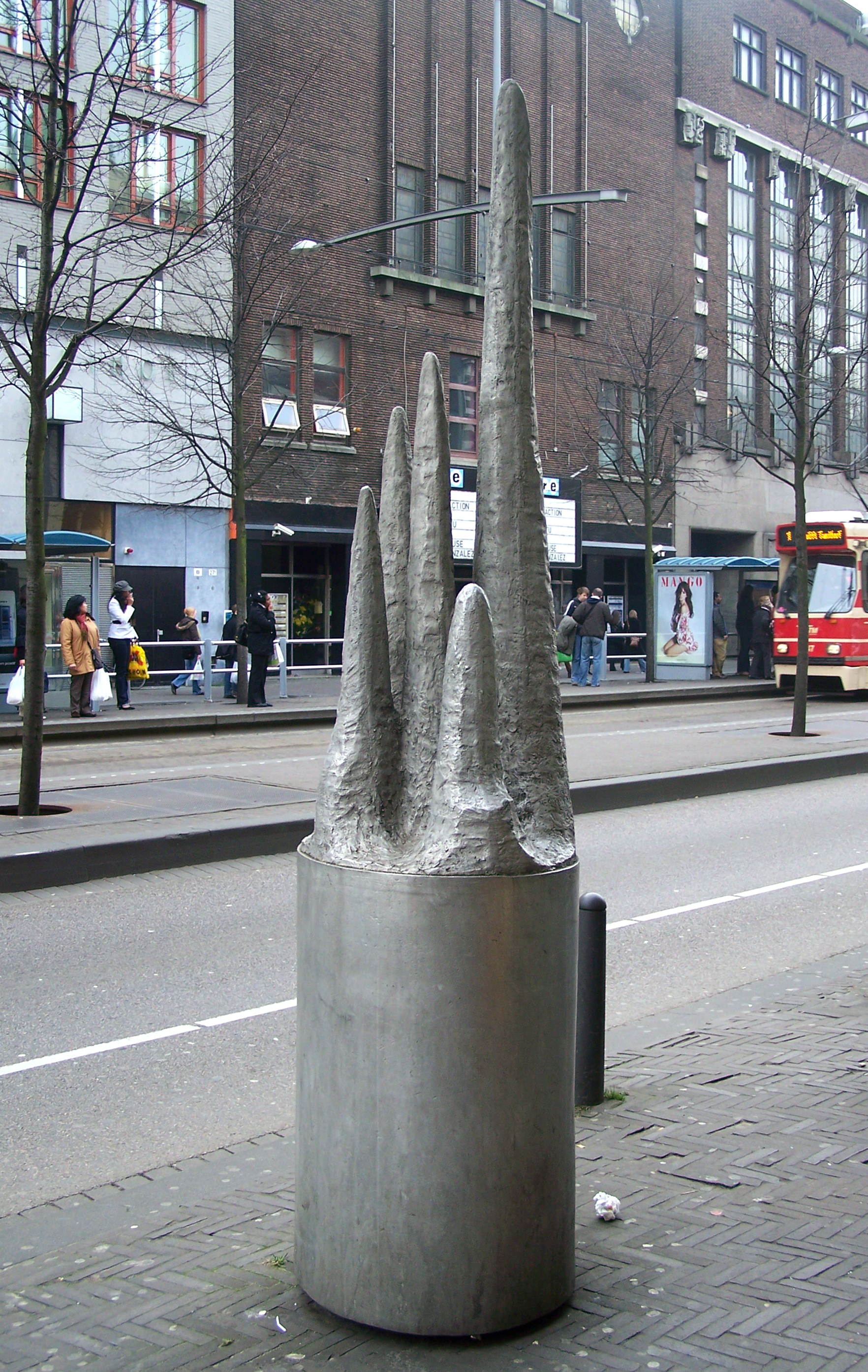
Zonder titel (1996), Den Haag
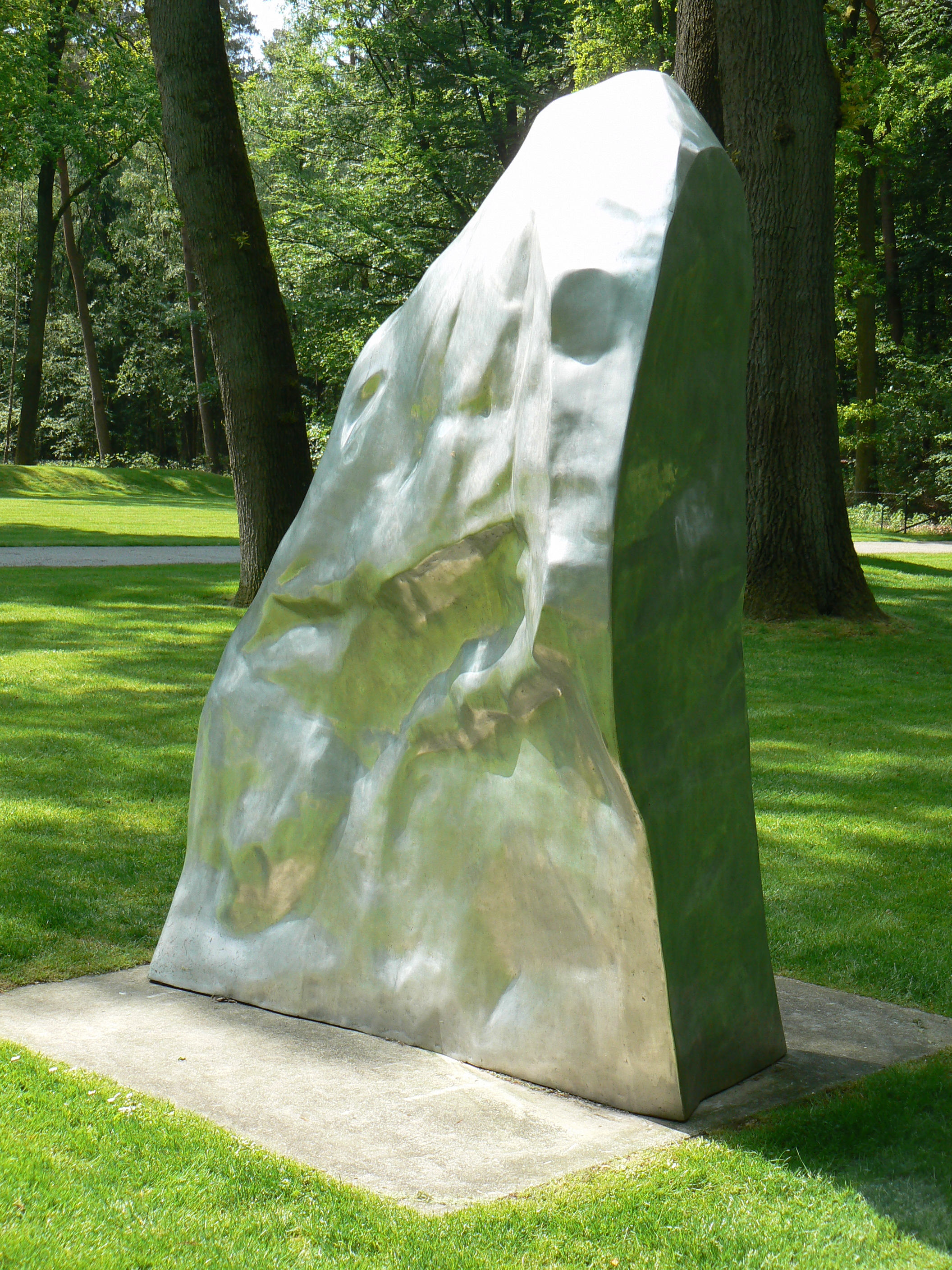
Blob and Bone (2002), Otterlo

## Ausstellungen (Auswahl)
- Zonder titel (1996), Skulpturenweg von P. Struycken in Den Haag
- Love arises from the foam (2008), Museum Boijmans Van Beuningen
- Blob and Bone (2002), Canyons of your Mind (2009) und Wave No. 2 (2009), Kröller-Müller Museum